# Árpádvár (Dömös)
Árpádvár egy mára teljesen elpusztult Árpád-kori lakótorony volt a Pilis hegységben, Dobogókő közelében.

## Fekvése
A vár Dömös területén, a 483 méter magas Árpádvár-hegy kúp alakú tetején helyezkedik el. Jelenleg turistaúton nem közelíthető meg.

## Története
Az okleveles források nem említik a várat, így történetéről semmit sem tudunk. Az itt talált leletek alapján használata a 12-15. századra tehető. 1880-ban Nedeczky Gáspár, az 1950-es években pedig Zolnay László azzal az udvarházzal azonosították, ahol I. Béla királyt halálosan megsebesítette a rázuhanó trónszék.

## Feltárása
Bél Mátyás a 18. század közepén, Vályi Gyula 1796-ban, Fényes Elek 1837-ben írt az Árpás-hegyen található falmaradványokról. 1865-ben Pesty Frigyes, 1867-ben Kenessey Albert említik a Pád-vár, Árpád vára elnevezéseket. Az 1960-as években Horváth István kutatásai során cserépdarabok, nyílcsúcs, sarkantyú, tetőcserepek és vasszeg kerültek elő. A vár felmérését ekkor Virágh Dénes készítette el. Átfogó régészeti kutatás a várban nem történt.

## Leírása
Az északkelet-délnyugati futású ovális hegytetőn lepusztult, sáncszerű  falmaradványok láthatóak. Ezeket egy árok veszi körbe. A vár közepén egy részben mesterséges, 3-4 méter magas sziklán faragott kövek, habarcs és tetőcserép maradványai kerültek elő. Itt állhatott a vár lakótornya. A vár belső területének felszínformái további épületek meglétére utalnak. Innen 12-13. századi kerámia került elő. A várat egy dél felől nyugat felé csigavonalban kanyargó úton lehetett elérni, mely a hegykúpot megkerülve keleten érte el a vár kapuját.